# Verpa speciosa
Verpa speciosa är en svampart som beskrevs av Vittad. 1835. Verpa speciosa ingår i släktet Verpa och familjen Morchellaceae.   Inga underarter finns listade i Catalogue of Life.